# Warren
Warren er en by i den amerikanske delstat Michigan. Med sine 139.387 (2020) indbyggere er den den tredje mest befolkede by i delstaten, og den største i Macomb County. Warren ligger lige nord for Detroit og er Detroits største forstad.
Som resten af regionen er Warren domineret af bilindustri. Byens historiske befolkningsudvikling har fulgt trendene i industrien tæt, med stor øgning fra 1930'erne og en kraftig nedgang fra ca. 1970.
Rapperen Eminem er opvokset i Warren.